# Caleta Águila
La caleta Águila es una pequeña ensenada ubicada en la parte oriental de la bahía Esperanza, ubicada inmediatamente al oeste de la punta Foca, en el extremo nororiental de la península Antártica, Antártida. Se encuentra próxima a la base Esperanza del Ejército Argentino.

## Historia y toponimia
Fue descubierta por un grupo que acompañaba a Johan Gunnar Andersson en la Expedición Antártica Sueca que pasó el invierno en la bahía Esperanza en 1903. Fue nombrada por el British Antarctic Survey en referencia al buque Eagle, que participó en el establecimiento de la base D del Reino Unido en 1945.
En la toponimia antártica argentina ha figurado con los nombres de caleta Águila (por la transliteración del nombre británico) o caleta Teniente Saborido en 1970, en homenaje al teniente de navío Lorenzo Saborido, de la Armada Argentina, quién al mando de la goleta Austral realizó el relevo de la primera dotación de la base Orcadas en 1905.

## Reclamaciones territoriales
Argentina incluye a la bahía en el departamento Antártida Argentina dentro de la provincia de Tierra del Fuego, Antártida e Islas del Atlántico Sur; para Chile forma parte de la comuna Antártica de la provincia Antártica Chilena dentro de la Región de Magallanes y de la Antártica Chilena; y para el Reino Unido integra el Territorio Antártico Británico. Las tres reclamaciones están sujetas a las disposiciones del Tratado Antártico.
Nomenclatura de los países reclamantes: 
- Argentina: caleta Águila[5][6] o caleta Teniente Saborido
- Chile: caleta Eagle[7]
- Reino Unido: Eagle Cove[3]